# دوبروولنویه
دوبروولنویه (به لاتین: Dobrovolnoye) یک منطقهٔ مسکونی در روسیه است که در باشقیرستان واقع شده‌است.